# Milton Shapp
Milton Jerrold Shapp, född 25 juni 1912 i Cleveland i Ohio, död 24 november 1994 i Montgomery County i Pennsylvania, var en amerikansk demokratisk politiker. Han var Pennsylvanias guvernör 1971–1979.
Rädslan för antisemitism fick Milton Shapiro att ta efternamnet Shapp. Han utexaminerades 1933 från Case Institute of Technology. Han flyttade 1936 till Pennsylvania och deltog i andra världskriget i USA:s armé. Efter kriget startade han företaget Jerrold Electronics Corporation.
Shapp efterträdde 1971 Raymond P. Shafer som Pennsylvanias guvernör och efterträddes 1979 av Dick Thornburgh. Han deltog i demokraternas primärval inför presidentvalet i USA 1976. Partiet nominerade Jimmy Carter som sedan vann själva presidentvalet.